# Iván Vallejo
Iván Vallejo es un montañero ecuatoriano nacido el 19 de diciembre de 1959 en la ciudad de Ambato, provincia del Tungurahua. Es el primer ecuatoriano y el tercer americano, tras Carlos Carsolio (No usó oxígeno voluntariamente, pero se le suministró oxígeno de emergencia) y Ed Viesturs, que ha conseguido ascender a las cimas de las catorce montañas de más de 8.000 metros (ochomiles) más altas del mundo, sin uso suplementario de oxígeno. Es el decimocuarto ser humano que logra alcanzar el objetivo de los catorce ochomiles, obtenido tras once años (1997-2008) de intensa actividad como montañista en el Himalaya por los cual es uno de los más grandes montañistas de altura del mundo.
Iván Vallejo
Interesado desde niño por la ascensión a las montañas, obtuvo su primer éxito a los 18 años, ascendiendo hasta la cumbre del volcán Chimborazo, en su país natal Ecuador, en 1978. 
Ingeniero químico en la Escuela Politécnica Nacional, de Quito, comenzó a entrenarse como montañero, simultaneando su trabajo como profesor universitario, y ascendiendo al mismo tiempo diferentes picos de Perú, Ecuador y Bolivia, alcanzando, en esta primera etapa, las cumbres de una serie de importantes montañas en el continente americano, hazañas que le permitieron ir adquiriendo paulatinamente experiencia y entrenamiento para su propósito futuro de escalar más tarde en el Himalaya, donde obtuvo su primer éxito alcanzando la cumbre del Manaslu en 1997. La inspiración que él tuvo para ser montañista fue un dibujo realizado cuando él era niño así pudo empezar este sueño en las montañas. Aunque según su propia confesión,  su pasión por el montañismo nació al mirar un volcán: "Me imaginé por primera vez como montañista, a los siete años de edad, en mi ciudad natal, una tarde que admiraba la perfección del cono volcánico del Tungurahua. En medio de ese asombro, me hacía cientos de preguntas y todas me llevaban a buscar una misma respuesta. ¿Cómo era posible llegar a la cumbre del volcán a través de semejante pendiente?".
Su extraordinario logro como himalayista por obtener los 14 ochomiles fue alcanzado el 1 de mayo de 2008, cuando a las 12:00 (hora local nepalí) pisaba la cumbre del Dhaulagiri.

## Ascensiones

### América
- 1978 / Chimborazo (6 310 m), Ecuador.
- 1989 / Huascarán (6 768 m), Perú.
- 1991 / Illampu (6 485 m), Bolivia.

### Asia
- 1995 - Island Peak (6 189 m), Nepal.
- 1996 - Ama Dablam (6 812 m), Nepal.

### Ochomiles[1]
- 1997 - Manaslu (8 163 m), Nepali.
- 1998 - Broad Peak (8 047 m), Pakistán.
- 1999 - Everest (8 848 m), Nepal/China, por la cara norte o vertiente tibetana.
- 2000 - K2 (8 611 m), Pakistán/China.[2]
- 2001 - Everest, en una segunda ocasión, por la vertiente sureste, o ruta nepalí.
- 2002 - Cho Oyu (8 201 m), Nepal/China.
- 2002 - Kanchenjunga (8 586 m), Nepal, intento de cima no alcanzado, accediendo sólo hasta el campo IV a 8.100 m s. n. m.
- 2003 - Lhotse (8 516 m), Nepal/China, Gasherbrum II (8.035 m), Pakistán y Hidden Peak (8 068 m), Pakistán.
- 2004 - Makalu (8 465 m), Nepal/China y Shisha Pangma (8.046 m) China.
- 2005 - Nanga Parbat (8 125 m), Pakistán.[3]
- 2005 - Dhaulagiri (8 167 m), Nepal, sin cima; con abandono a pocos metros de la cumbre por el gran riesgo de aludes.
- 2006 - Kanchenjunga (8 586 m), Nepal, hace cumbre con el portugués João García por la cara suroeste.[4]
- 2007 - Annapurna (8 091 m), Nepal.
- 2008 - Dhaulagiri (8 167 m), Nepal.

### Europa
- 1995 / Mont Blanc, Francia, Italia.